# Reményi Zsuzsa
Reményi Zsuzsa, később Susana Remeny (Budapest, 1928. január 1. – Toronto, 2020. április 11.) magyar-kanadai hárfaművész, a Reményi hangszerész család tagja, a szegedi Zeneakadémia és a Royal Conservatory of Music hárfatanára, 1981 és 2000 között az American Harp Society (Amerikai Hárfaszövetség) torontói osztályának elnöke.

## Élete
Gimnáziumi tanulmányait 1938 és 1941 között a Deák téri evangélikus iskolában folytatta. Tízéves korától hárfázott, első tanára ismeretlen. Hárfaművész diplomáját Rékai Miklós tanítványaként a budapesti Liszt Ferenc Zeneakadémián szerezte 1952-ben.
1949-ben a budapesti Világifjúsági találkozó hárfaversenyén Olga Erdeli (1927–2015) szovjet hárfás mögött végzett.
1951 és 1954 között tanított a szegedi Zeneakadémián. 1952-től 1956-os emigrálásáig a Magyar Állami Operettzenekar hárfása volt.
Férjével, dr. Haraszthy Dénes szülész-nőgyógyász orvossal az 1956-os forradalom idején Kanadába emigrált. Charlottetownban, Winnipegben, majd Torontóban éltek. Első, rozoga hárfáját apácáktól kapta. Az újonnan megnyílt O'Keefe Központ hárfása lett, és gyakran szerepelt a CBC rádióban, kamaraegyüttesekben és szólóesteken, emigráns rendezvényeken. Különösen jó kapcsolata alakult ki az 1964-ben emigrált Polgár Tibor (1907–1993) zeneszerzővel és karmesterrel, akinek kedves hangszere volt a hárfa, és jól ismerte azt, mivel Magyarországon Revere Gyula és Bleier Lili hárfásokkal szorosan együttműködött. Polgár számos eredeti művet, hárfaátiratot és feldolgozást dedikált neki.
Marcel Grandjany (1891–1975), a New York-i Juilliard School professzora magántanulónak fogadta, és életre szóló barátságot kötöttek.
1968-ban elvált férjétől. Caracasba települt édesanyjához és mostohaapjához, ahol a venezuelai Nemzeti Kulturális Intézet állandó vendégművésze lett. Koncertezett Venezuelában, Kolumbiában, több karibi szigeten és a venezuelai televízióban. 1971-ben vendégszólistának hívták az American Harp Conference-re, amelyet a bloomingtoni Indianai Egyetemen rendeztek.
Édesanyja halála után, 1973-ban visszatelepült Torontóba. A Royal Conservatory of Music (Királyi Zenei Konzervatórium) hárfatanszékének a vezetője lett. 85 éves koráig tanított itt. Szóló- és kamarazenei pályafutását is folytatta, játszott Fülöp hercegnek is.
1981 és 2000 között az American Harp Society (Amerikai Hárfaszövetség) torontói osztályának az elnöke, valamint a Harp Congress of the World (Hárfa Világkongresszus) kanadai tudósítója volt.
A CBC-nél felvétel készítése közben ismerte meg második férjét, Tom Prentice hangmérnököt, akivel 1974-ben kötöttek házasságot. Férje által lett tag az Armour Heights Presbiteriánus Egyházban, és a torontói Cricket, Skating and Curling Clubnak.
A budapesti Zeneakadémián 2002-ben Arany Diplomát, 2012-ben Gyémánt Diplomát kapott.
2006-ban az American Harp Society koncerttel tisztelte meg, és emlékplakettet adományozott neki sokéves munkája elismeréseként.
Életrajzát The Tumbling Angel (Bukfencező angyal) címmel írta meg.

## Felvételei
Candelight & Dine. Susana And Her Golden Harp, Remy Records – ST-55822-24
- A1 Malagueña, Lecuona, Grandjany (4:37)
- A2 Estrellita, Ponce, Polgar (4:23)
- A3 Ebb Tide, Rainger, Maxwell (2:42)
- A4 Shangrila, Malneck, Maxwell (3:03)
- A5 Old Chinese Song, Grandjany (2:29)
- A6 Serenade, Hassellmans (4:43)
- B1 Premiere Valse, Durand (3:40)
- B2 Tenderly, Lawrence–Gross, Farrant (2:13)
- B3 Moorish Garden, Gustavson (2:22)
- B4 Love Story, Lai, Polgar (3:29)
- B5 Dr. Zhivago, Zarre, Polgar (3:40)
- B6 Yesterday, Lennon–McCartney, Polgar (3:08)
- B7 La Mer, Trenet, Polgar

Susana Remeny – Virtuoso harp solos, RRCD 0194
Dedicated to the memory of my friend and mentor Prof. Tibor Polgar
- 1. Solo Sonata for Harp (1st Movement) (7:11)
- 2. Concert Valse from “Faust” (4:01)
- 3. Intermezzo from Hary Janos Suite (2:35)
- 4. Nocturne No. 2 (4:15)
- 5. Hungarian Dance No. 5 (4:30)
- 6. Schubert Fantasie (11:16)
- 7. Liebesleid (5:03)
- 8. Liebesfreud (2:49)
- 9. Variations on the Theme of Carnival of Venice (5:50)
- 10. Sonatina in A Minor (3:36)
- 11. Moldau (11:07)

(Létezik egy 1967-es lemeze is.)